# ديبرا ديكرسون
ديبرا ديكرسون (بالإنجليزية: Debra Dickerson)‏ هي ضابطة أمريكية، ولدت في 1959.